# Anolis noblei
Anolis noblei este o specie de șopârle din genul Anolis, familia Polychrotidae, descrisă de Thomas Barbour și Shreve 1935.

## Subspecii
Această specie cuprinde următoarele subspecii:
- A. n. noblei
- A. n. galeifer